# 定員割れ
定員割れ（ていいんわれ）とは、定員が決められている組織や団体などにおいて、その定員に満たない状況をいう。定員を満たしていない状態およびその数を欠員（けついん）という。
関連する用語として「定員充足率」がある。
学校が定めた定員に対し実際にどれだけの学生がいるかを表す指標であり、大学の経営状況を判断する上で重視される。

## 日本の教育における定員
日本の教育機関では、少子化などの影響による定員割れがみられる。大学・短期大学・高等学校などで生徒数に定員を設けている学校では、新入生に対する通常の入試で定員に満たない場合、2次募集・3次募集などを行う場合がある。

### 高等学校における定員割れ
2021年の時点で、全国の公立高校のうち約43％（1400校）で、入学者が募集人数を下回る定員割れとなっている。このうち18の道・県では、半数以上の高校が定員割れとなった。首都圏でも、2019年に都立日比谷高校が「定員を5人下回った」ことで2次募集を行い、大きな話題となった。

### 大学・短期大学の定員割れ
日本私立学校振興・共済事業団が毎年行っている調査では、2000年代になってから私立大学の定員割れが全体の4割を超えるようになり、2007年度には私立短大の定員割れ率が初の6割超となった。また、地方の国立大学においても欠員補充のための2次募集が毎年のように実施されている。
ただし、大学の定員割れについて、定員充足率を満たさない状態（100％未満）を指すのか、大学運営に支障がある状態を指すのかといった定義が明確ではなく、大学の学部・学科のうち、1つでも定員割れすると定員割れ大学と認定すべきなのか、もともと定員充足率を満たしにくい宗教系大学を対象とすべきなのかなど、定員割れの定義や認定方法が一様ではない。
文部科学省「平成31年度以降の定員管理に係る私立大学等経常費補助金の取扱について」では、定員超過抑制の観点から入学定員充足率が95％から100％の学部等に対して4％、同90％から94％の学部等に対しては2％の経常費補助金増が通達された。すなわち、私立大学の場合、定員充足率が90％以上が望ましい状態とされている。このことから、定員割れの事実が経営難や学生募集の低迷に直結しているものではなく、定員割れと赤字は別事象であることにも留意する必要がある。また、定員充足率80％未満の大学は、2014年の122校（21.1％）がピークで、2015年以降は114校（19.7％）117校（20.3％）90校（15.5％）と減少し、2019年は51校（8.6％）に過ぎない。
日本私立学校振興・共済事業団の「平成30（2018）年度 私立大学・短期大学等入学志願動向」によれば、「入学定員充足率が100％未満の大学は19校減少して210校となり、大学全体に占める未充足校の割合は3.3ポイント下降して、36.1％となった」とされる。また、学部系統別の入学定員充足率（大学）では、歯学・薬学・農学・家政が定員充足率100％未満とされる一方で、いわゆる文系の学部系統では定員充足率100％未満の分野は存在しない。たいして、短期大学では「入学定員充足率が100％未満の短期大学は8校増加して212校となり、短期大学全体に占める未充足校の割合は3.3ポイント上昇し、70.4％となった」とされる。学部系統別の入学定員充足率（短期大学）では、人文系を除いた全ての分野で定員充足率100％未満となっている。

### 私立大学の公立大学化
山口東京理科大学など定員割れにより存続に苦しむ私立大学が2010年代以降相次いで公立大学へ移行している（詳細は公立大学法人）。

## 海外の大学の定員割れ

### 台湾
台湾では、厳しい大学定員割れが現れていて、国立大学まで定員割れが発生。

### 中華人民共和国
90年代から過酷な受験競争があり、4年制大学の入学がハードルが高い存在だったが、近年専科大学をはじめ、4年制大学まで一次募集で定員割れが発生。不人気が専攻を避けることが原因だと見られる。